# Bertoniella agraecioides
Bertoniella agraecioides är en insektsart som beskrevs av Rehn, J.A.G. 1911. Bertoniella agraecioides ingår i släktet Bertoniella och familjen vårtbitare. Inga underarter finns listade i Catalogue of Life.